# Bataille de Bamout
 (septembre 2024).
La mise en forme du texte ne suit pas les recommandations de Wikipédia : il faut le « wikifier ».
Les points d'amélioration suivants sont les cas les plus fréquents. Le détail des points à revoir est peut-être précisé sur la page de discussion.
- Les titres sont pré-formatés par le logiciel. Ils ne sont ni en capitales, ni en gras.
- Le texte ne doit pas être écrit en capitales (les noms de famille non plus), ni en gras, ni en italique, ni en « petit »…
- Le gras n'est utilisé que pour surligner le titre de l'article dans l'introduction, une seule fois.
- L'italique est rarement utilisé : mots en langue étrangère, titres d'œuvres, noms de bateaux, etc.
- Les citations ne sont pas en italique mais en corps de texte normal. Elles sont entourées par des guillemets français : « et ».
- Les listes à puces sont à éviter, des paragraphes rédigés étant largement préférés. Les tableaux sont à réserver à la présentation de données structurées (résultats, etc.).
- Les appels de note de bas de page (petits chiffres en exposant, introduits par l'outil «  Source ») sont à placer entre la fin de phrase et le point final[comme ça].
- Les liens internes (vers d'autres articles de Wikipédia) sont à choisir avec parcimonie. Créez des liens vers des articles approfondissant le sujet. Les termes génériques sans rapport avec le sujet sont à éviter, ainsi que les répétitions de liens vers un même terme.
- Les liens externes sont à placer uniquement dans une section « Liens externes », à la fin de l'article. Ces liens sont à choisir avec parcimonie suivant les règles définies. Si un lien sert de source à l'article, son insertion dans le texte est à faire par les notes de bas de page.
- La présentation des références doit suivre les conventions bibliographiques. Il est recommandé d'utiliser les modèles {{Ouvrage}}, {{Chapitre}}, {{Article}}, {{Lien web}} et/ou {{Bibliographie}}. Le mode d'édition visuel peut mettre en forme automatiquement les références.
- Insérer une infobox (cadre d'informations à droite) n'est pas obligatoire pour parachever la mise en page.

Pour une aide détaillée, merci de consulter Aide:Wikification.
Si vous pensez que ces points ont été résolus, vous pouvez retirer ce bandeau et améliorer la mise en forme d'un autre article.
Ne doit pas être confondu avec Bataille de Bakhmout.
Première guerre de Tchétchénie
La bataille de Bamut fut la longue tentative de l'armée russe pour capturer le village de Bamut dans l'ouest de la Tchétchénie. Les combats qui ont eu lieu par la suite ont conduit à la destruction complète du village. 

## Bataille
Au printemps 1995, pendant la première guerre de Tchétchénie, la plupart des villes et des zones importantes ont été capturées par l'armée russe, laissant Bamut comme l'une des dernières zones de plaine sous contrôle tchétchène.
Le 10 mars 1995, de violents combats éclatent pour le village de Bamut. Plusieurs attaques de l'armée russe contre le village avaient déjà échoué, laissant les chars et les véhicules blindés joncher les rues. La défense principale du village était constituée de combattants provenant du village et des environs, notamment sous le commandement de Khizir Khachukaev. « Les abords du village et ses rues principales étaient minés avec des mines antichars et antipersonnel. Certains des points de tir étaient recouverts de béton armé. »,. Le 18 avril, dans les environs de Bamut, lors de l'assaut sur la hauteur de 444,4 - « Mont Chauve », un groupe du détachement des forces spéciales russes du MVD « Rosich » est tombé dans une embuscade. Au cours de la bataille, le détachement « Rosich » a subi 27 pertes.
Après la chute de Nojaï-Iourt et de Chatoï dans la première quinzaine de juin 1995, Bamut est restée la seule partie des plaines contrôlée par les forces armées tchétchènes. À la mi-juin 1995, les défenseurs tchétchènes repoussent une nouvelle tentative d’assaut.
Une pause dans les hostilités a été obtenue en juillet 1995 à la suite des événements de Boudionnovsk,. Cependant, au cours de l’hiver 1995-1996, les opérations militaires ont repris dans la région de Bamut. En février-mars 1996, l'armée russe a de nouveau lancé une offensive de grande envergure sur Bamut, qui a été largement couverte par les médias russes. Mais cette tentative s'est également soldée par un échec, car les défenseurs ont préparé une embuscade sur les chemins des troupes qui approchaient. Le 24 mai 1996, l'armée russe a finalement pris le contrôle de Bamut et de la hauteur 444,4 — « Mont Chauve ». Le détachement de Rouslan Khaikhoroev qui défendait Bamut s'est évadé de l'encerclement russe, profitant du crépuscule et du brouillard.

## Dans les œuvres d'art
- "Бамут" - une chanson de Mousa Nasagaev.
- "Бамут" - une chanson de Timour Moutsouraev.
- "Я убит под Бамутом" est une chanson écrite par des soldats russes de l'unité militaire 5598 26 BON en 1996.